# Hydrocarbure de roche-mère
Un hydrocarbure de roche-mère est un hydrocarbure et carbone fossile piégé dans une roche dite roche-mère.

## Classification
On distingue parmi les hydrocarbures de roche mère quatre types d'hydrocarbures :
1. gaz de houille (CBM, adsorbé sur le charbon)[1] ;
2. gaz de schiste[1] exploité depuis 2004 essentiellement ;
3. pétrole de schiste dit aussi huile de schiste[1], trouvé sous forme de condensat de gaz naturel ;
4. schistes bitumineux et sables bitumineux[1].

Ce classement est en partie artificiel. En réalité, les trois derniers de ces hydrocarbures forment un continuum (qualité de plus en plus mauvaise du point de vue industriel et environnemental).

## Intérêt économique et limites environnementales
Les hydrocarbures de roche-mère font partie (comme les hydrates de méthane) des hydrocarbures non conventionnels. 
En remplacement des hydrocarbures conventionnels (en cours d'épuisement à la suite de leur surexploitation), ils sont depuis peu massivement exploités et utilisés (notamment depuis 2004 environ pour le gaz de schiste devenu une « nouvelle ressource énergétique » intéressant beaucoup l'industrie gazière et la carbochimie, mais aussi source directe (par les fuites) et indirecte (par la combustion) de gaz à effet de serre). 

Les risques environnementaux (à court, moyen et long termes) induits par les forages profonds sont encore mal évalués et très discutés.
Limites géologiques : plus un gisement est profond, moins la qualité des hydrocarbures qu'il contient est bonne (qu'il s'agisse du charbon, du pétrole  ou du gaz. À cause des hautes pressions et températures qui règnent en dessous de 5 à 6 000 mètres de profondeur, les fluides d'hydrocarbures profonds remontés par les forages contiennent de nombreux produits polluants, indésirables et corrosifs (sels, acides, métaux lourds, radionucléides, etc.).